# Erik Larson
Pour les articles homonymes, voir Larson.
Œuvres principales
Le Diable dans la ville blanche
Erik Larson, né le 3 janvier 1954 à Brooklyn, est un auteur américain de quelques romans policiers historiques qu'il donne à lire comme des reportages. Il a publié trois best-sellers selon les critères du New York Times, dont Le Diable dans la ville blanche vendu à plus de deux millions d'exemplaires.

## Biographie

### Journaliste
Diplômé de l'université de Pennsylvanie où il étudie l'histoire, la culture et la langue russe, il obtient également un master en journalisme de l'université Columbia. Après un bref passage au Bucks County Courier Times, il devient journaliste pour le Wall Street Journal, et contribue ensuite au Time Magazine. Il a écrit des articles pour plusieurs journaux et magazines, notamment The Atlantic Monthly, Harper’s et The New Yorker.

### Écrivain
En 1999, il publie Issac's Storm, un livre qui, sous la forme d'un reportage romancé, raconte sur les expériences météorologiques d'Isaac Cline pendant le passage de l'ouragan de Galveston en 1900. Conçu de la même manière, Le Diable dans la ville blanche (The Devil in the White City, 2003), qui se déroule durant l'exposition universelle de Chicago en 1893, relate le destin de H. H. Holmes, le premier tueur en série que les États-Unis ont connu. Les Passagers de la foudre (Thunderstruck, 2006) est également un reportage historique où s'entrecroisent les existences de Hawley Harvey Crippen, de Guglielmo Marconi et de l'invention de la radio. Dans le jardin de la bête (The Garden of Beast, 2011), une allusion transparente à Hitler, est un reportage historique sur le destin singulier de la famille du premier ambassadeur américain dans l'Allemagne nazie alors qu'une bonne partie de l'administration américaine ne cache ni son antisémitisme ni une certaine attirance pour l'Allemagne nazie. Son plus récent ouvrage La Splendeur de l'infamie (The Splendid and the Vile, 2020) raconte l'année 1940 où Winston Churchill, nouvellement nommé Premier ministre, a réussi à mobiliser le Royaume Uni face à l'agression nazie.

### Enseignant
Il enseigne la non-fiction à l'université d'État de San Francisco et à l'université de l'Oregon. Il anime également de nombreuses conférences partout aux États-Unis.

### Vie privée
Il vit à Seattle avec sa femme et ses trois filles.

## Œuvres

### Romans
- (en) The Naked Consumer: How Our Private Lives Become Public Commodities, 1992
- (en) Lethal Passage: The Story of a Gun, 1995
- Une histoire vraie : Au cœur de la plus meurtrière catastrophe naturelle de l'histoire américaine, Le Cherche midi, 2022 ((en) Isaac's Storm: A Man, a Time, and the Deadliest Hurricane in History, 1999), trad. Élodie Leplat, 416 p.  (ISBN 978-2-7491-5265-3)
- Le Diable dans la ville blanche, Le Cherche midi, 2011 ((en) The Devil in the White City: Murder, Magic and Madness at the Fair that Changed America, 2002), trad. Hubert Tézenas, 656 p.  (ISBN 978-2-7491-1708-9)
- Les Passagers de la foudre, Le Cherche midi, 2014 ((en) Thunderstruck, 2006), trad. Marc Amfreville, 521 p.  (ISBN 978-2-7491-2465-0)
- Dans le jardin de la bête, Le Cherche midi, 2012 ((en) In The Garden of Beasts: Love, Terror, and An American Family in Hitler's Berlin, 2011), trad. Édith Ochs, 641 p.  (ISBN 978-2-7491-2128-4)
- Lusitania 1915 : La Dernière Traversée, Le Cherche midi, 2016 ((en) Dead Wake: The Last Crossing of the Lusitania, 2015), trad. Édith Ochs, 640 p.  (ISBN 978-2-7491-3273-0)
- La Splendeur et l'Infamie, Le Cherche midi, 2021 ((en) The Splendid and the Vile, 2020), trad. Hubert Tézenas, 688 p.  (ISBN 978-2-7491-5738-2)

### Films
Leonardo DiCaprio a acheté les droits d'adaptation cinématographique du Diable dans la ville blanche en 2010.

## Prix et distinctions
- 2002 : prix Louis J. Battan de l’American Meteorological Society pour son livre sur l’ouragan de Galveston en 1900 ;
- 2003 : finaliste pour le National Book Award dans la catégorie Nonfiction ;
- 2003 : nommé pour le CWA Gold Dagger for Non-Fiction ;
- 2004 : prix Edgar-Allan-Poe pour Best Fact Crime.